# Капор

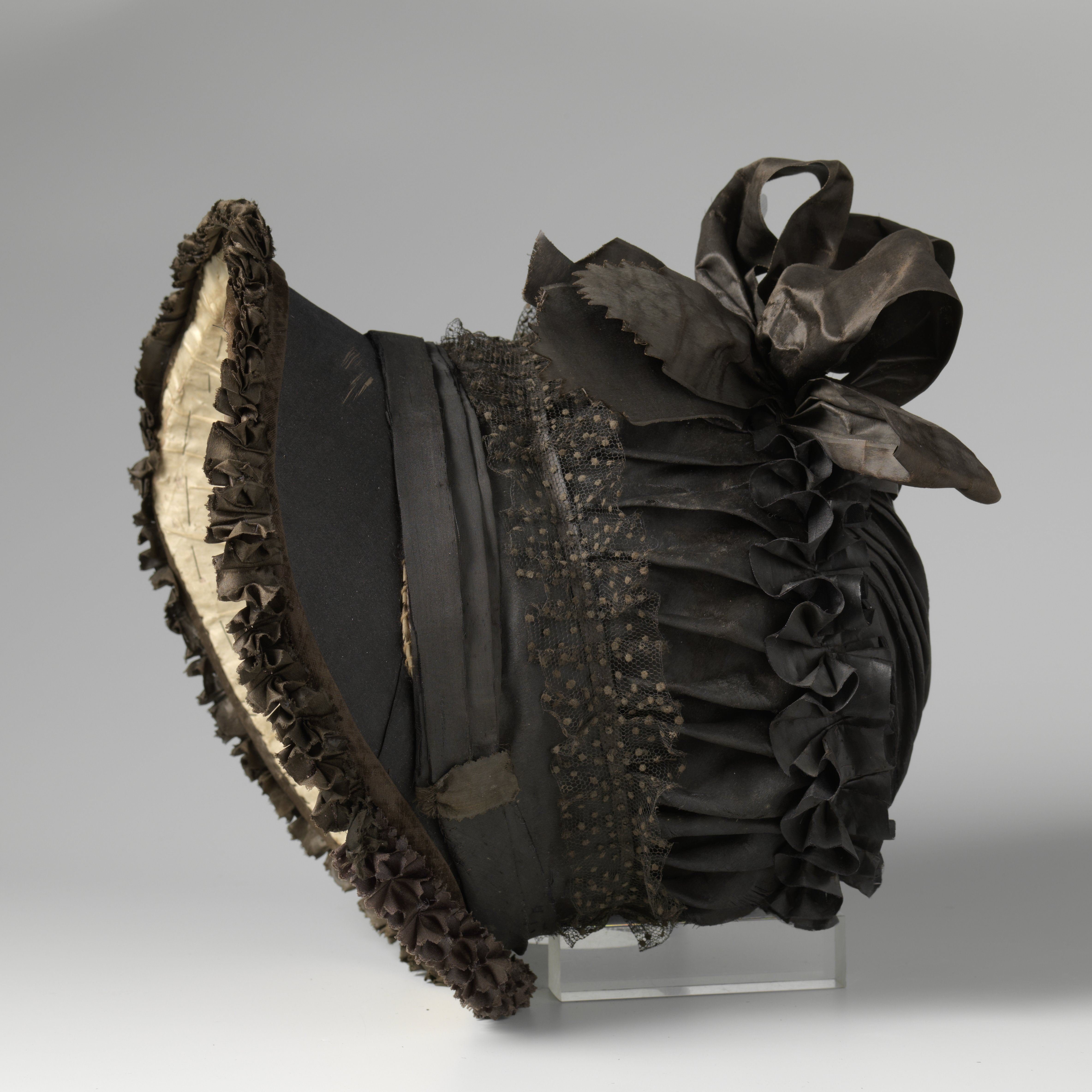
Чорний шовковий капор, оброблений оксамитом і тюлем, приблизно 1815 р.

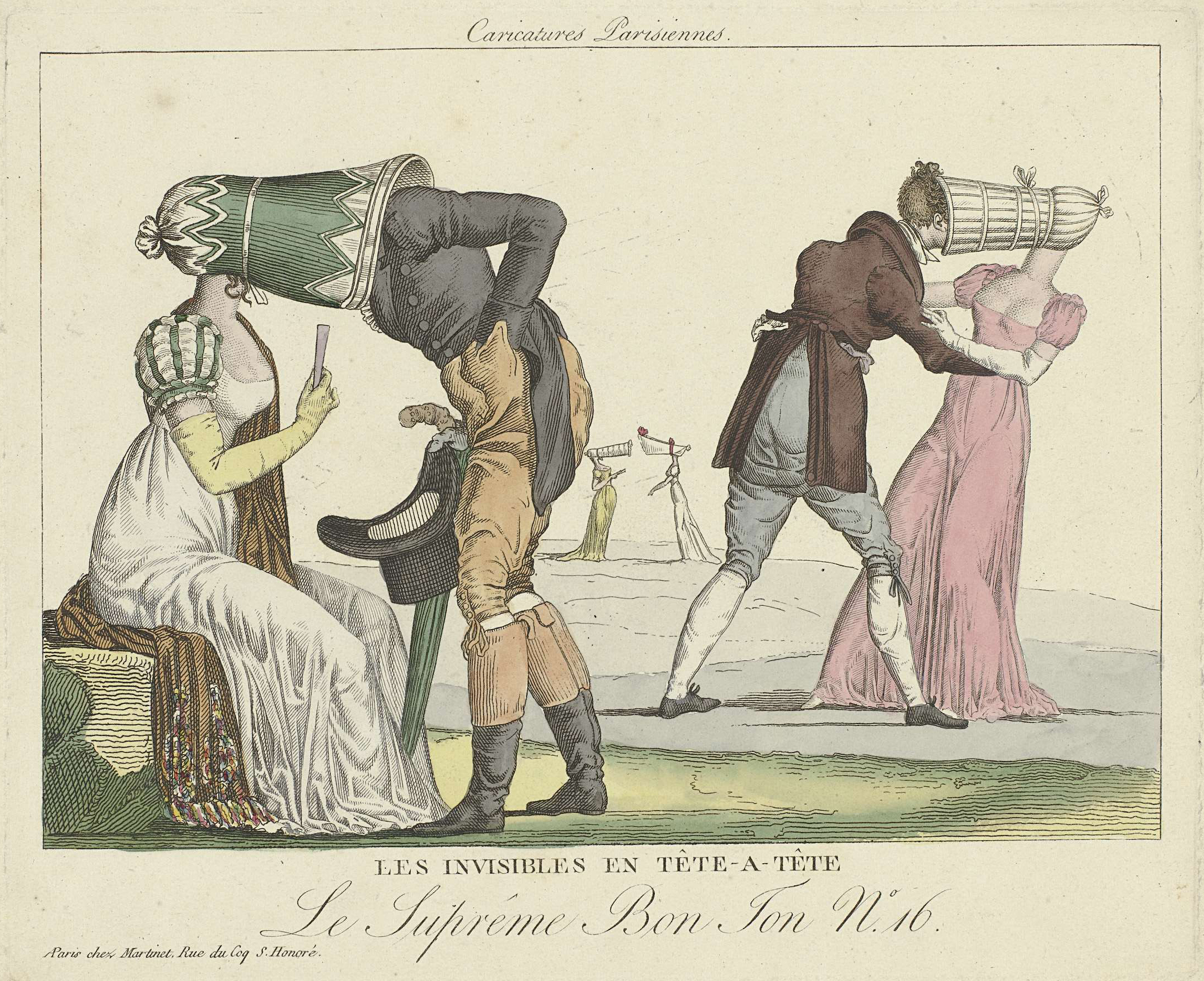
Французька карикатура пізніх 1810-х, що висміює капор

Ка́пор (від нід. kaper, утвореного від kap), іноді також неаполітанський чепчик[джерело?] — жіночий капелюшок з невеликим наголовком і широким закругленим переднім краєм, що зазвичай виходить за межі обличчя. Англійська назва капора poke bonnet, можливо, з'явилася тому, що капор був розроблений таким чином, щоб волосся носія могло поміститись ззаду в капорі (poke — дієсл. «пхати, тикати, засовувати» чи ім. «мішечок», a bonnet — «жіночий капелюшок, чепчик»). Під капором також може матися на увазі сам передній край, який виступав за межі обличчя власника.

## Опис
Існувало багато варіацій цього типу капелюха, який залишався популярним протягом більшої частини XIX століття. Музей мистецтва Метрополітен зазначає, що капор зазвичай мав невеликий наголовок, поєднаний з великим краєм, який виходить за межі обличчя, забезпечуючи велику поверхню для прикрашання.
Ця виступаюча кромка затінювала обличчя і з часом збільшувалась в розмірі, так що обличчя власника було видно лише спереду.
Як правило, капор має бути закріплений стрічками, підв'язаними під підборіддям, які також можуть обмотувати нижню частину наголовку капора, подібно до капелюшної стрічки. Версія капелюшка з декоративною стрічкою 1830-х років є частиною архіву Музею Вікторії та Альберта.

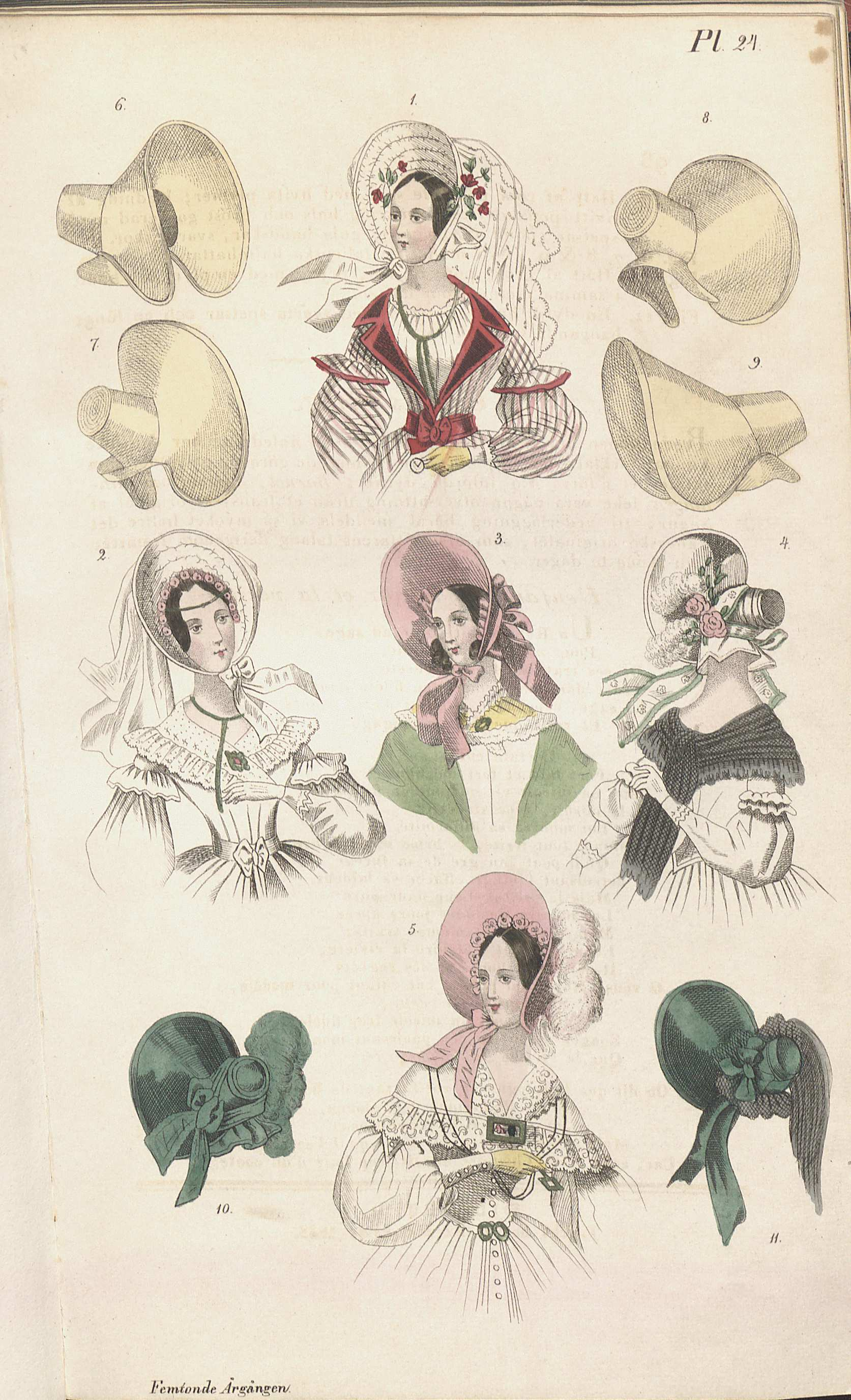
Шведський модний журнал 1838 року, що демонструє крислаті (широкополі) версій

## Історія дизайну

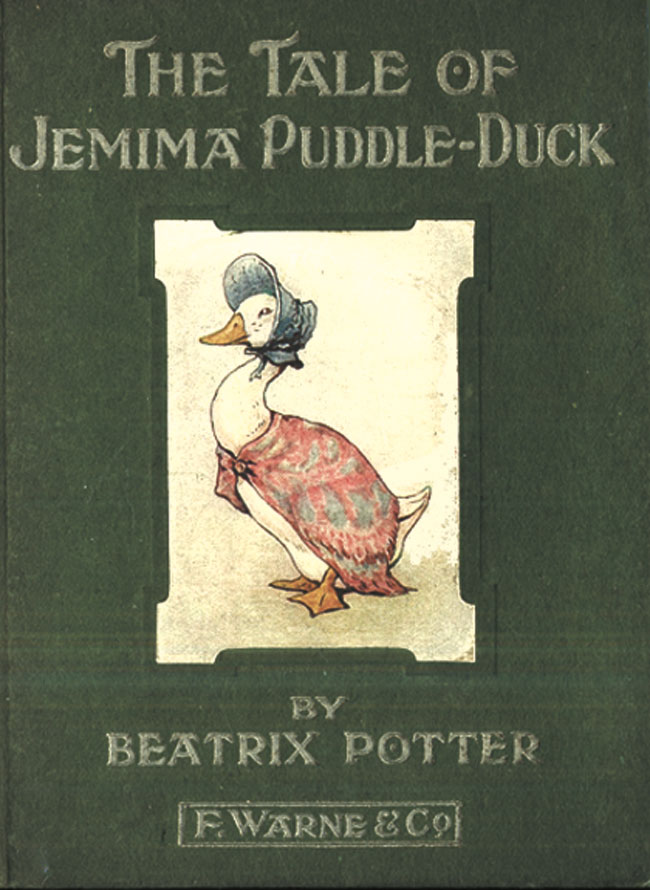
Обкладинка першого видання книжки «Казка Джемайми Паддл-Дак», 1908 рік

Капор увійшов в моду на початку XIX століття. Вперше він згадується у модному звіті 1807 року в The Times; у звіті описуються дизайни з верби або оксамиту з довгими стрічками та широкими бантами на одній стороні капелюха.
До 1830-х років англійські жінки сприйняли капор. Новий стиль набув широкої популярності і зробив аристократію менш візуально відмінною від поважних представників середнього класу. Стиль капелюшка був скромним і відповідав англійській моді після піднесення королеви Вікторії.
Капор займає відмінне місце на ілюстраціях до «Казки Джемайми Паддл-Дак» Беатрікс Поттер. Також з'являється в пісні мюзик-холу часів Першої світової війни «In your small poke choke and shawl».